# Eleele
Eleele és una concentració de població designada pel cens dels Estats Units a l'estat de Hawaii. Segons el cens del 2000 tenia 2.040 habitants.

## Demografia
Segons el cens del 2000, Eleele tenia 2.040 habitants, 626 habitatges, i 500 famílies La densitat de població era de 951,16 habitants per km².
Dels 626 habitatges en un 41,2% hi vivien nens de menys de 18 anys, en un 58,6% hi vivien parelles casades, en un 16,1% dones solteres, i en un 20,1% no eren unitats familiars. En el 18,1% dels habitatges hi vivien persones soles el 8,6% de les quals corresponia a persones de 65 anys o més que vivien soles. El nombre mitjà de persones vivint en cada habitatge era de 3,26 i el nombre mitjà de persones que vivien en cada família era de 3,66.
Per edats la població es repartia de la següent manera: un 30,0% tenia menys de 18 anys, un 6,5% entre 18 i 24, un 27,4% entre 25 i 44, un 19,9% de 45 a 64 i un 16,2% 65 anys o més.
L'edat mediana era de 36,0 anys. Per cada 100 dones hi havia 95,59 homes. Per cada 100 dones de 18 o més anys hi havia 94,42 homes.
La renda mediana per habitatge era de 46.705 $ i la renda mediana per família de 53.047 $. Els homes tenien una renda mediana de 35.500 $ mentre que les dones 25.667 $. La renda per capita de la població era de 15.873 $. Aproximadament el 9,2% de les famílies i el 13,2% de la població estaven per davall del llindar de pobresa.

## Poblacions properes
El següent diagrama mostra les poblacions més properes.